# 18. Arrondissement (Paris)

Logo der mairie des 18. Arrondissements

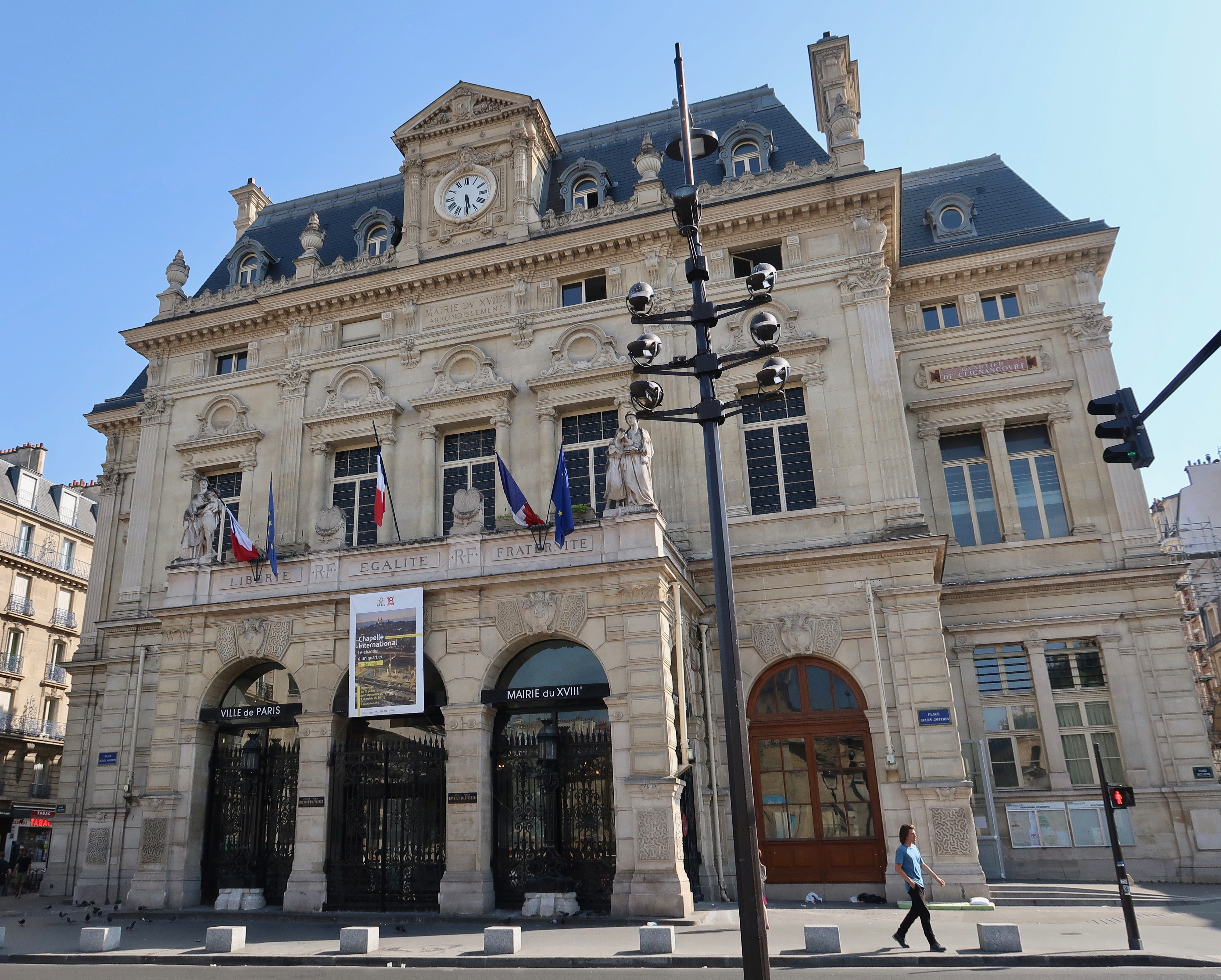
Rathaus des 18. Arrondissements

Quartiere im 18. Arrondissement

Das 18. Pariser Arrondissement (französisch arrondissement des Buttes-Montmartre) ist eines von 20 Pariser Arrondissements. Es umfasst jeweils einen wesentlichen Teil der ehemaligen Gemeinden Montmartre und La Chapelle und des Dorfes Clignancourt, die am 1. Januar 1860 nach Paris eingemeindet wurden.
Das Arrondissement wird geprägt durch den Hügel Montmartre und im Osten durch die weitläufigen Gleisanlagen, die zu den südlich im angrenzenden 10. Arrondissement gelegenen Bahnhöfen, dem Gare du Nord und dem Gare de l’Est, führen. Dieser Einfluss der Eisenbahn trennt das Viertel La Chapelle vom Rest des Arrondissements. Optisch dominierend ist eine über zwei Kilometer lange Viaduktstrecke der Métrolinie 2 mit vier Stationen, die seit 1903 die genannten Bahnstrecken überquert.

## Geographische Lage
Das 18. Arrondissement liegt rechtsseits der Seine im Norden des Pariser Stadtgebietes. Es grenzt im Osten an das 19. Arrondissement, im Süden an das 9. und 10., im Westen an das 17. Arrondissement und im Norden an das Département Seine-Saint-Denis mit den Gemeinden Saint-Ouen und Saint-Denis. Begrenzungslinien sind im Westen die Avenues de Clichy, de Saint-Quen und de la Porte de Saint-Quen, im Norden die dem Boulevard périphérique vorgelagerten Straßen Rue du Dr Babinskl, Rue Henri-Fabre, Rue du Professeur Gosset und Imp. Marteau, im Osten die Rue d'Aubervilliers und im Süden die Boulevards de la Chapelle und de Clichy.
Die bauliche Grundanordnung in den beiden westlichen Quartieren (Grandes-Carrières und Clignancourt) wird stark durch die Topografie des Butte Montmartre geprägt. Wichtige Straßen in den beiden östlichen Quartieren Goutte d’Or und La Chapelle sind der Boulevard Barbès sowie seine Fortsetzung Boulevard Ornano und die Rue Marx Dormoy; beide führen von den südlichen Begrenzungsboulevards zum Boulevard péripherique. Der dem Périphérique vorgelagerte innere Straßenring, verlaufend auf dem Umriss der Thierssche Stadtbefestigung, trägt den Namen Boulevards des Maréchaux. Eine bedeutende Straße im alten Ortskern von Montmartre ist die Rue Lepic. Sie schlängelt sich vom Boulevard de Clichy aus bis zu dem Touristen-Hotspot Place du Tertre auf der Spitze des Butte Montmartre. Weitere wichtige Straßen im Bezirk sind die Rue Doudeauville sowie die Abfolge Rue Riquet und Rue Ordener. Alle drei verlaufen in West-Ost-Richtung; die beiden letzteren fungieren als Verbindung zwischen den beiden – durch die Bahntrasse des Gare du Nord getrennten – Quartieren Goutte d’Or und La Chapelle und dem westlichen Teil des Bezirks.
Größte Sehenswürdigkeit des Bezirks ist die 1875 eingeweihte Basilika Sacré Coeur. Die Lage auf der Spitze des Montmartre-Hügels ermöglicht einen weitreichenden Panoramablick über die Stadt. Bestimmende Merkmale sind darüber hinaus die Gleisanlagen der beiden Kopfbahnhöfe Gare du Nord und Gare de l’Est, die das ostseitig gelegene Quartier La Chapelle beidseitig flankieren. Im Westen ist der Friedhof Cimetière de Montmartre ein markanter Punkt. Im Süden – vor allem entlang des Boulevard de Clichy – reihen sich unterschiedliche Amüsierbetriebe aneinander – darunter auch das weltbekannte Moulin Rouge. Bedeutende Punkte im Norden sind die Porte de Saint-Quen und die Porte de Clignancourt. An der ersten Pforte befindet sich der – verwaltungstechnisch bereits in der angrenzenden Nachbargemeinde Saint-Ouen gelegene – Flohmarkt von Saint-Ouen, der weltweit größte Markt dieser Art.
Die Anordnung der vier Quartiere erfolgt streifenförmig von West nach Ost. Der namensgebende Kern des 18. Arrondissements („Montmartre“) nimmt in etwa den südlichen Teil der beiden Bezirke Grandes-Carrières und Clignancourt ein. Die Grenzen des historischen Montmartre sind nicht genau bestimmt; Google Maps zufolge wird die Nordgrenze von der Rue Caulaincourt und der Rue Custine gebildet und die Ostgrenze von der Rue de Clignancourt. Die beiden östlichen Viertel sind stark immigrantisch geprägt: Goutte d’Or beziehungsweise sein südlicher Teil Barbès gelten als der Schwerpunkt der schwarzafrikanischen Community. Im östlich davon gelegenen La Chapelle – ursprünglich ein Vorort, der bei der Konstituierung des modernen Paris zwischen der Hauptstadt und den angrenzenden Gemeinden aufgeteilt wurde – ist der maghrebinische Bevölkerungsanteil sehr hoch; darüber hinaus befördert die isolierte Lage Verfallstendenzen.
Die Bausubstanz des Bezirks ist vorwiegend altbaulich geprägt. Der Kern von Montmartre weist dabei nach wie vor einen leicht dörflichen Charakter auf. Eine Besonderheit hier sind die Treppen von Montmartre – eine Eigenheit, die der hügeligen Beschaffenheit des Terrains geschuldet ist. Die Viertel außerhalb davon weisen starke Ähnlichkeit auf mit den Arbeiter-, Kleine-Leute- und Migrantenvierteln in den östlichen Stadtbezirken. Funktions- und Hochhausbebauung findet sich vor allem im Norden beidseitig des Boulevards Maréchaux.
Im Norden schließt sich das Département Seine-Saint-Denis mit den Gemeinden Saint-Quen und Saint-Denis an.

## Geschichte
Vor der römischen Besiedlung war die Region Teil des Territoriums der Parisier – eines keltischen Stammes, der entlang der Seine siedelte. Der Butte Montmartre, mit 130 Metern die höchste Erhebung von Paris, wurde während der Gallischen Kriege als Überblicksplattform genutzt; zusätzlich führte zu antiker Zeit eine Römerstraße durch das Gebiet. Darüber hinaus gibt es Hinweise, dass der Hügel vor der Ausbreitung des Christentums Ort von Kultstätten war. Historisch einigermaßen verbürgt ist die auf dem Hügel erfolgte Enthauptung von Dionysius, des ersten Bischofs von Paris um 250. Zu seinem Gedenken wurde im Jahr 475 dort eine erste Kapelle errichtet.
Eine dichtere landwirtschaftliche Nutzung setzte mit dem Mittelalter ein. Auf Veranlassung Ludwig VI. entstand 1133/34 ein Benediktinerkloster, die königliche Abtei der Damen von Montmartre. Um das Kloster herum entstanden Weinberge und Mühlen. Der Hügel wurde intensiv für den Weinbau genutzt, da die Hanglage und der kalkhaltige Boden ideale Bedingungen boten. Neben dem Weinbau kamen der Region zwei weitere wirtschaftliche Faktoren zugute: der Abbau von hochwertigem Gips sowie die dort errichteten Windmühlen. Eine ähnliche Entwicklung setzte in der östlich gelegenen Gegend um das Dorf La Chapelle ein.
Zur Zeit der Französischen Revolution waren Montmartre und La Chapelle nach wie vor eigenständige Gemeinden in der Peripherie des stetig wachsenden Paris. 1793/94 wurde das Benediktinerinnenkloster von der Revolutionsregierung zwangsweise geschlossen. Montmartre war seit 1790 dem neuen Département Seine zugeordnet. Die ansässige Bevölkerung – zur Revolutionszeit: 638 Einwohner – betätigte sich als Winzer, Landwirt, Müller oder als Arbeiter in den Kalksteinbrüchen; hinzu kamen sowie Prekäre und Nichtsesshafte, welche es aus der Hauptstadt hierher verschlagen hatte.
Sowohl die Produktion des für den Hausbau in der Region allseits gebräuchlichen Gips als auch die Weiterverarbeitung von Getreide zu Mehl blieben in dem ländlich geprägten Gebiet bis ins 19. Jahrhundert hinein wichtige wirtschaftliche Faktoren. Die beiden Ansiedlungen selbst – Montmartre sowie das stärker von Markt- und Handelsaktivitäten bestimmte La Chapelle – nahmen allerdings eine unterschiedliche Entwicklung. Während Montmartre bis ins 20. Jahrhundert hinein seinen abgelegenen, dörflichen Charakter beibehielt, profitierte La Chapelle bereits früh von der Lage unmittelbar an den nach Norden führenden Handelswegen.

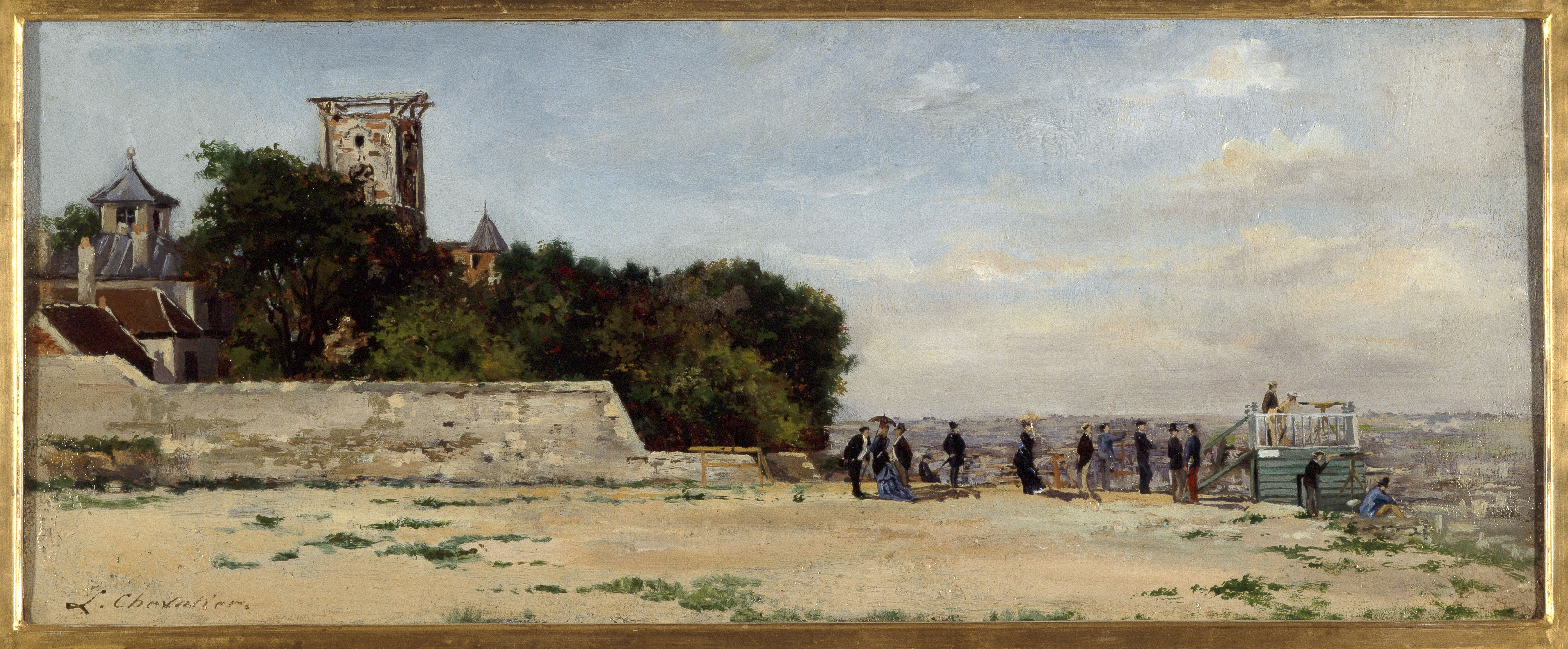
Dörfliche Lage am Butte Montmartre. Gemälde von 1870

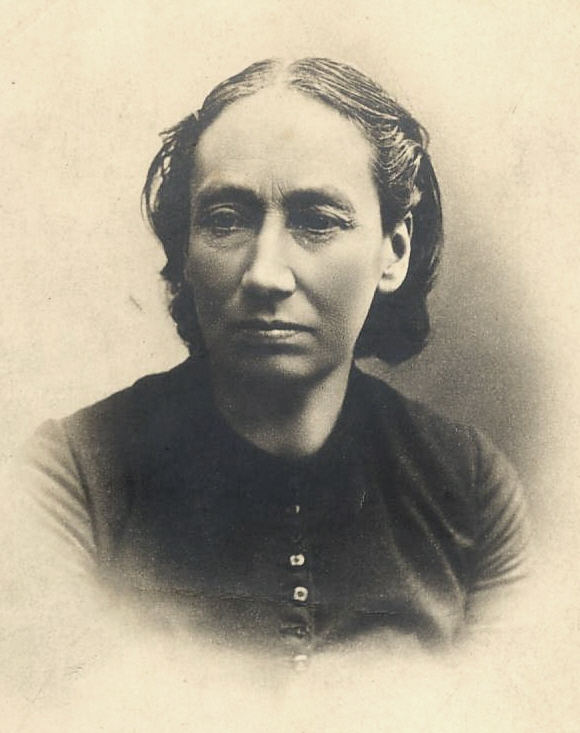
Louise Michel

Bal du moulin de la Galette. Gemälde von Auguste Renoir (1876)

1860 wurde das Dorf Montmartre im Zuge der großen Pariser Eingemeindungen in die Stadt integriert und Teil des 18. Arrondissements. Neben Montmartre umfasste der neu geschaffene Bezirk auch die östlich davon gelegenen Gebiete. Im Zuge der Industrialisierung sowie der Eröffnung der großen Bahnhöfe Gare du Nord (1846) und Gare de l’Est (1849) erlebte La Chapelle eine massive Veränderung. Aus dem Dorf wurde ein urbanisiertes Viertel, welches vorzugsweise von Arbeitern, Migranten und anderen Neuankömmlingen bewohnt wurde. Montmartre hingegen entwickelte sich in der Mitte des 19. Jahrhunderts zu einem beliebten, von den Pariser Stadtzöllen und steigenden Mieten nicht tangierten Ausweichquartier.
Während der Zeit der Pariser Kommune machte Montmartre Schlagzeilen wegen der „Kanonen von Montmartre“ – dem Anlass, der zur Konstituierung der Kommune führte. Im Zug der „blutigen Maiwoche“ fanden im – zu den Hochburgen der aufständischen Kommune zählenden – 18. Arrondissement heftige Kämpfe statt. Lokale Figuren aus diesem Zeitabschnitt: die Kommune-Aktivistin Louise Michel und der zu jener Zeit als Vermittler aktive Bezirksbürgermeister Georges Clemenceau. Die Errichtung der 1875 begonnenen, 1914 fertiggestellten und 1919 in Betrieb genommenen Kirche Sacré Coeur schließlich wurde sowohl von der politischen Linken als auch der Rechten als Siegesmonument der zurückliegenden Auseinandersetzungen mit der aufständischen Kommune gewertet.
Während der Belle Époque avancierte Montmartre zu einem lebhaften Vergnügungsviertel. Dessen Zentrum war die Gegend um den Boulevard de Clichy. Am Place Blanche errichteten zwei Impressarios 1889 das Moulin Rouge; als berühmter Vorzeigetanz entwickelte sich bald der „French Cancan“. Ein weiteres „typisches“ Montmartre-Cabaret war das von Rodolphe Salis begründete Le Chat Noir; ein Stammgast dort war der Kabarettist, Sänger und Nachtclubbesitzer Aristide Bruant. Im Zug der Eingemeindung avancierte Montmartre zu einer zunehmend frequentierten Künstlerkolonie, in der unter anderem auch eine Reihe impressionistischer Maler wie Claude Monet, Auguste Renoir und Edgar Degas ihre Wohnsitze und Ateliers errichteten. Die Koexistenz von Kunst- und Vergnügungsgewerbe hatte allerdings ihre Schattenseiten: Die Nachfolger der Impressionisten – unter anderem Henri de Toulouse-Lautrec, Vincent van Gogh und der junge Pablo Picasso – malten, so ein Bericht des Spiegel, nicht nur die idyllischen Seiten des Bezirks, sondern auch die überall anzutreffende Not, die Kriminalität und die Prostitution.
Seine Rolle als Vergnügungsviertel behielt Montmartre auch in der Zwischenkriegs-Zeit bei. Die Künstler wanderten allerdings zunehmend in andere Stadtteile ab – vor allem das links der Seine gelegene Montparnasse. In den 1930ern galt der Stadtteil allgemein als verrufen sowie von Prostitution und Drogenhandel bestimmt. Im kriminellen Milieu selbst gaben korsische Banden den Ton an. Am 21. August 1941 erfolgte im Arrondissement das erste Attentat der Résistance: Pierre Georges, später bekannt als Colonel Fabien, erschoss an der Métro-Station Barbès-Rochechouart einen Soldaten der deutschen Kriegsmarine.
Die Zeit nach dem Zweiten Weltkrieg war von unterschiedlichen Entwicklungen geprägt. Das Quartier um den Boulevard de Clichy und die Butte-Montmartre-Höhe avancierte zunehmend zum touristischen Hot Spot. Der östliche Teil des Arrondissements hingegen – die beiden Quartiere Goutte d’Or und La Chapelle – wurde zum bevorzugten Ansiedlungspunkt von Immigranten aus West- und Zentralafrika, den Maghreb-Ländern sowie dem indischen Subkontinent. Während das beidseitig des Boulevard Barbès gelegene Quartier Goutte d’Or vorzugsweise zum Domizil von Schwarzafrikanern avancierte („petit Mali“), war das zwischen den Bahntrassen gelegene Quartier La Chapelle zunehmend von Verfall, Kriminalität und informeller Wirtschaft geprägt. Insbesondere aufgrund der ansteigenden Belästigungen von Frauen bezeichnete die Zeitschrift Emma das Viertel zwischen den Gleisanlagen der beiden Bahnhöfe als eine „von Misere und Prekariat geschüttelte Enklave“, in der sich die Missstände seit Jahrzehnten verfestigt hätten.

## Viertel im 18. Arrondissement
Das 18. Arrondissement besteht aus den folgenden vier Stadtvierteln:
- Quartier des Grandes-Carrières
- Quartier de Clignancourt
- Quartier de la Goutte-d’Or
- Quartier de la Chapelle

Nach der offiziellen Zählung der Pariser Stadtviertel handelt es sich dabei um die Quartiers 69 bis 72.

## Demographische Daten
Nach der Volkszählung von 1999 waren im 601 Hektar großen 18. Arrondissement 184.586 Einwohner gemeldet. Das entspricht einer Bevölkerungsdichte von 30.713 Einwohnern pro km². Somit haben in diesem Arrondissement 8,5 % der Pariser Bevölkerung ihren Hauptwohnsitz.

### Rathaus
Das Rathaus des 18. Arrondissements befindet sich in der 1 Place Jules Joffrin.

### Bürgermeister

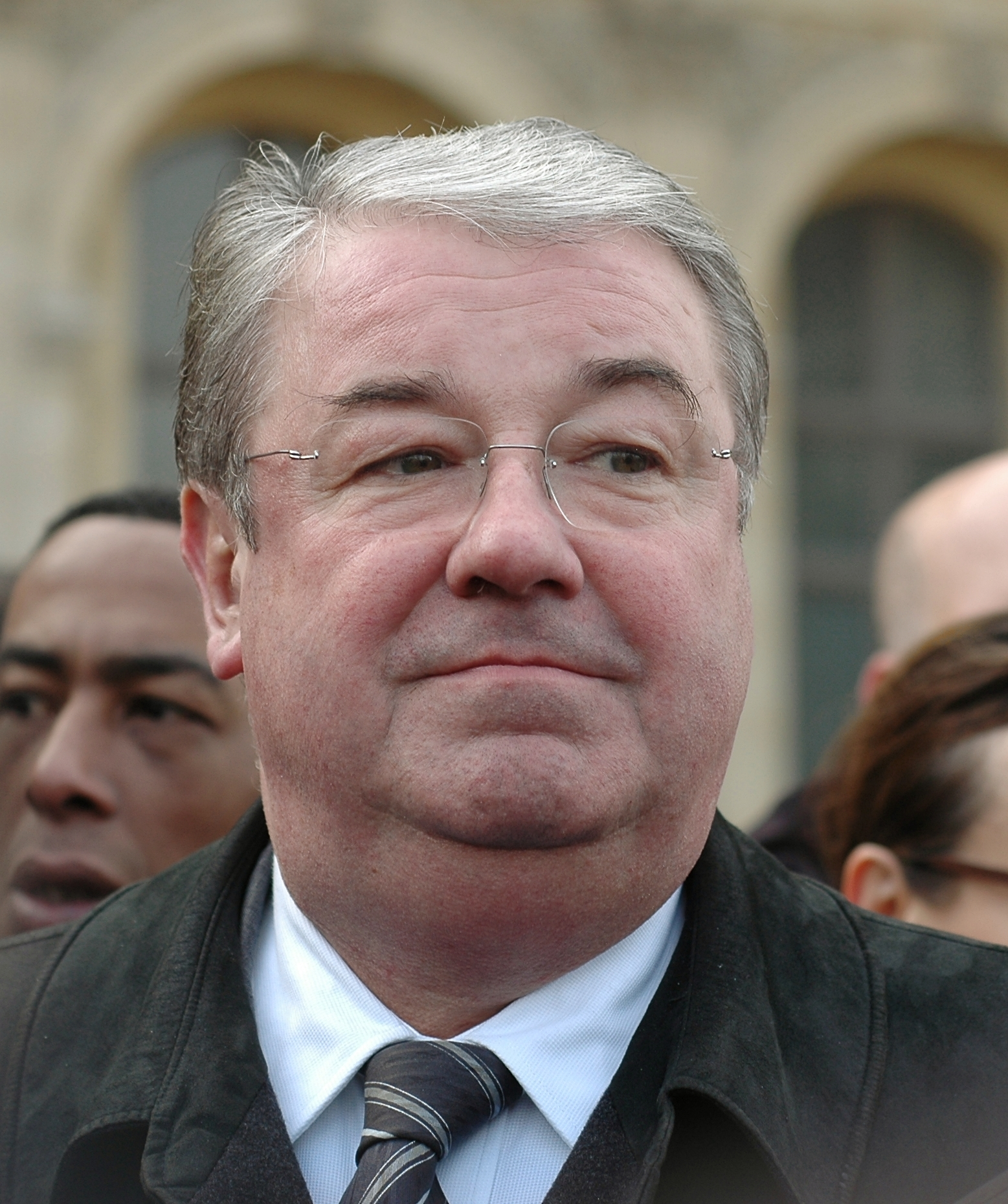
Daniel Vaillant (PS)

Bürgermeister seit 2014 ist Éric Lejoindre, Mitglied der sozialistischen Partei (PS). Bekanntester ehemaliger Bürgermeister dürfte der spätere französische Ministerpräsident Georges Clemenceau sein, der dieses Amt 1870 ausübte. Lange Jahre (1995 bis 2001 und 2003 bis 2014) war Daniel Vaillant (PS) Bürgermeister.

## Sehenswürdigkeiten

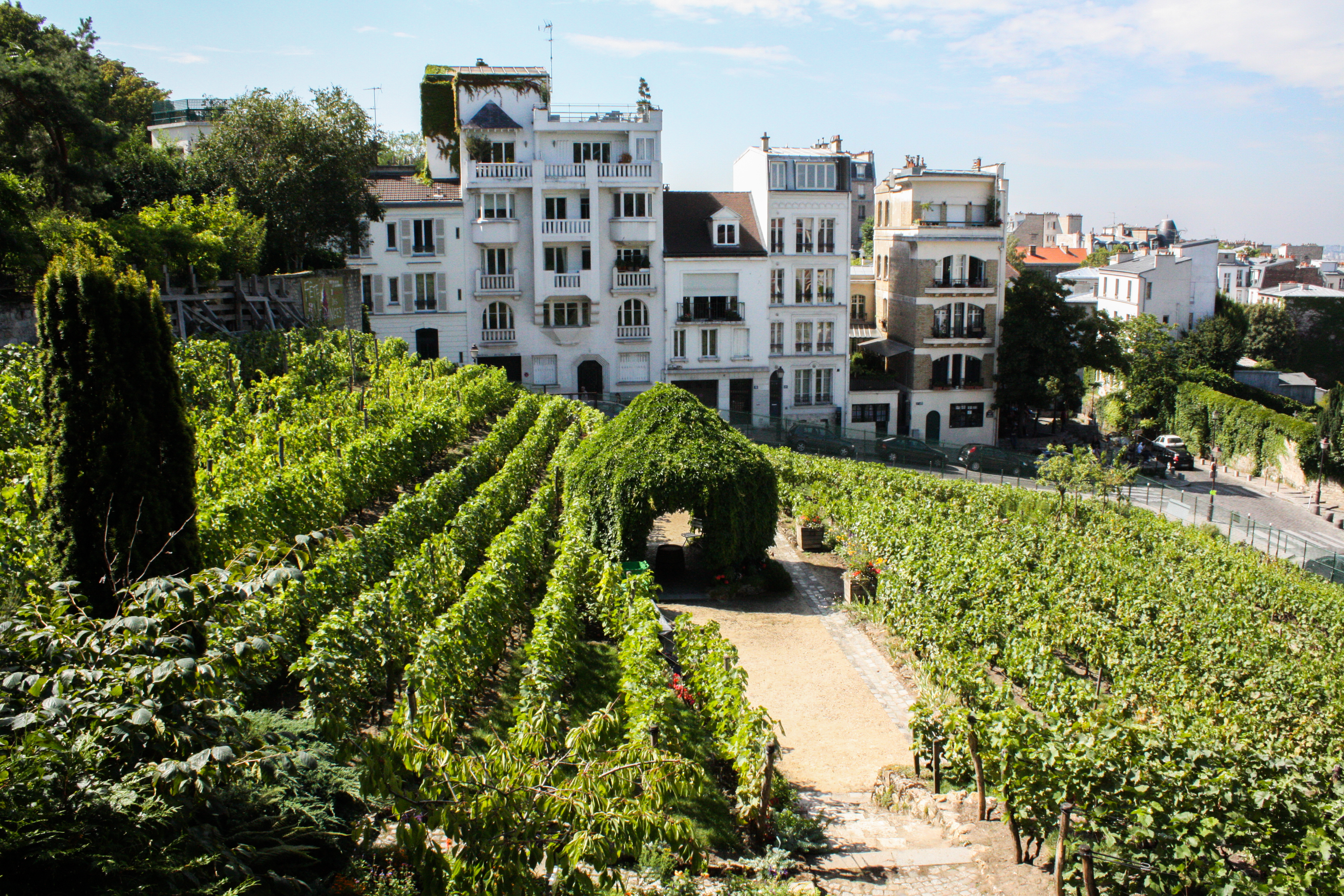
Weinberg von Montmartre

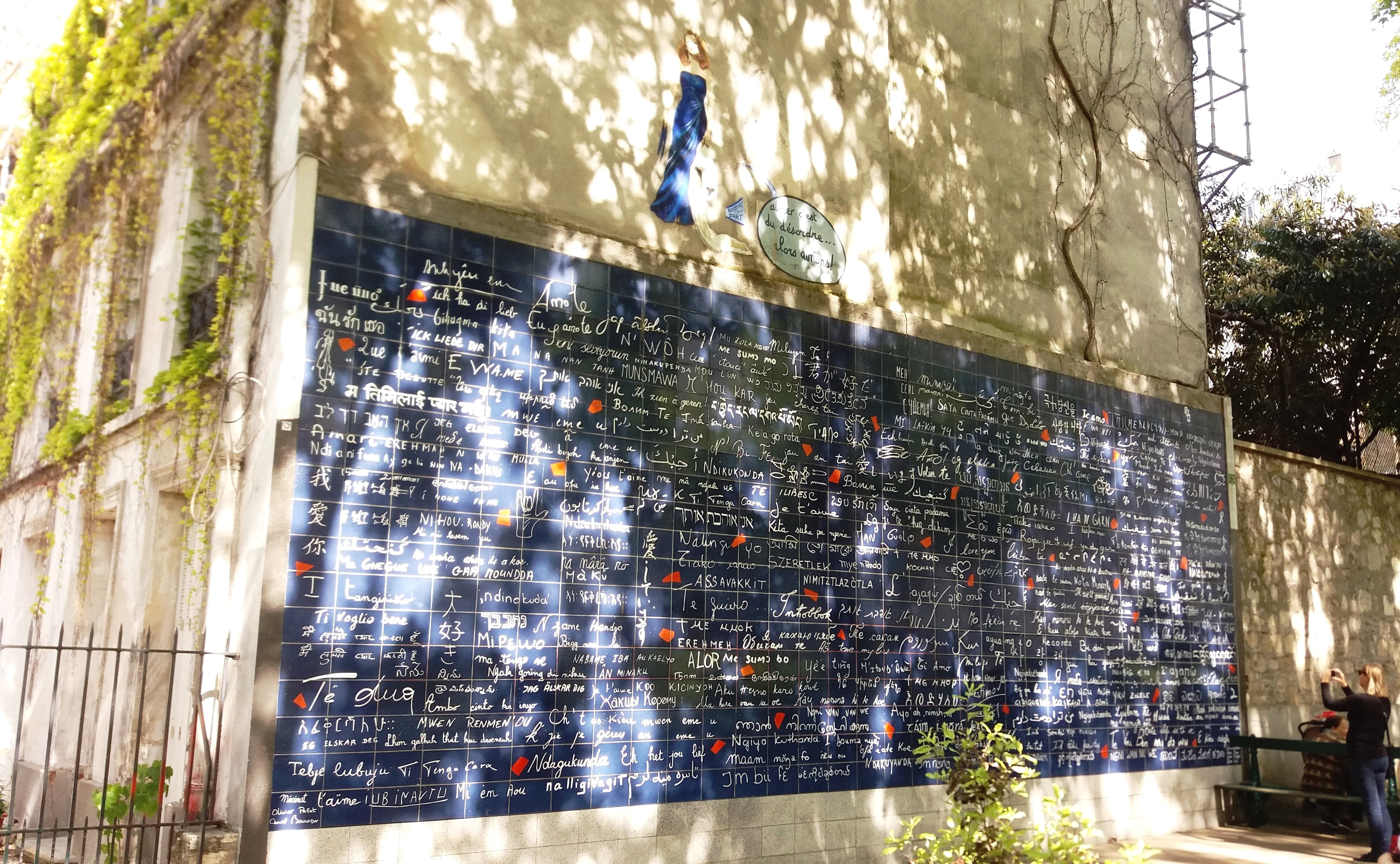
Le mur des je t'aime

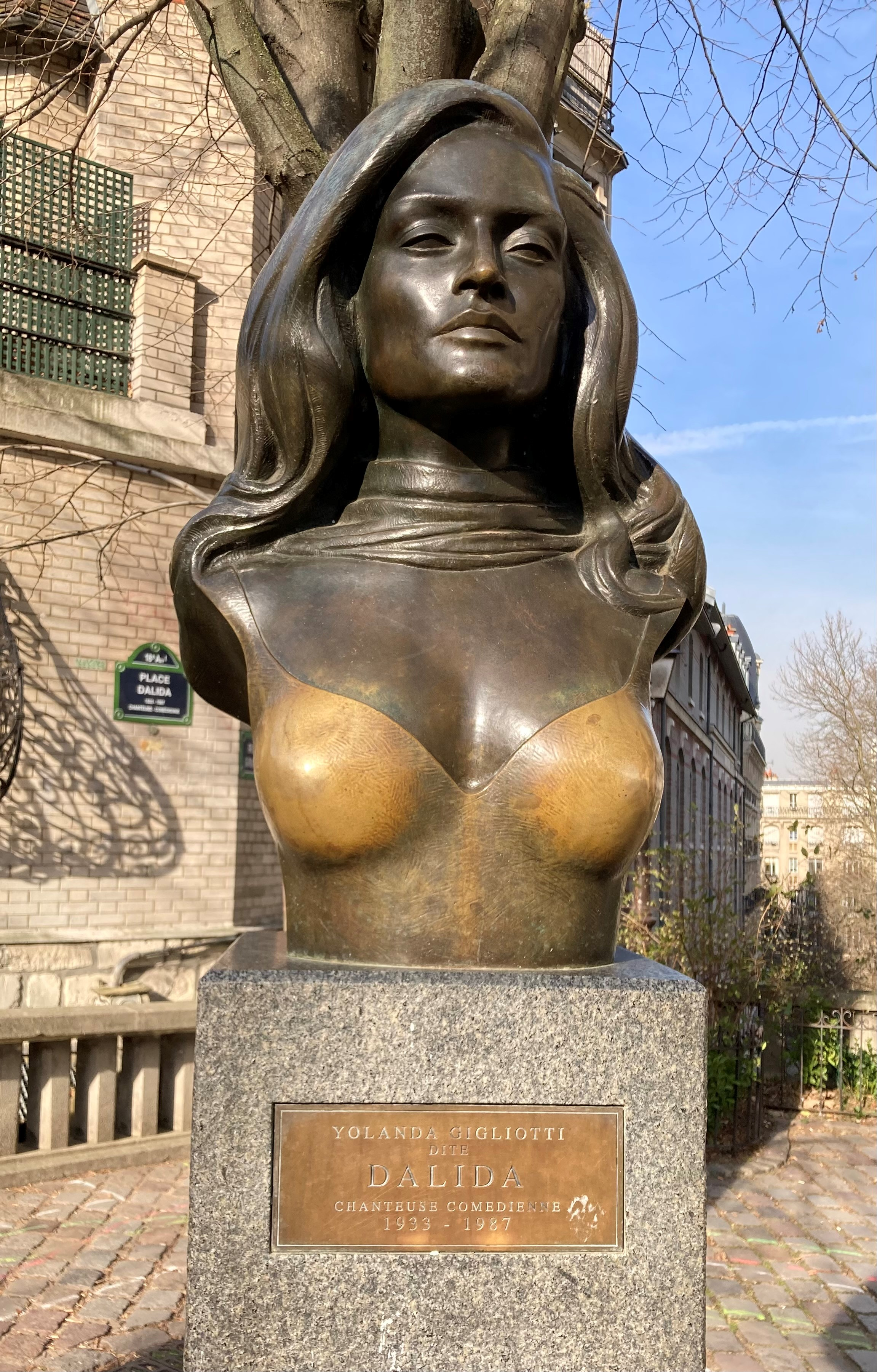
Büste der Sängerin Dalida am Place Dalida

Sehenswürdigkeiten, Plätze und Straßen
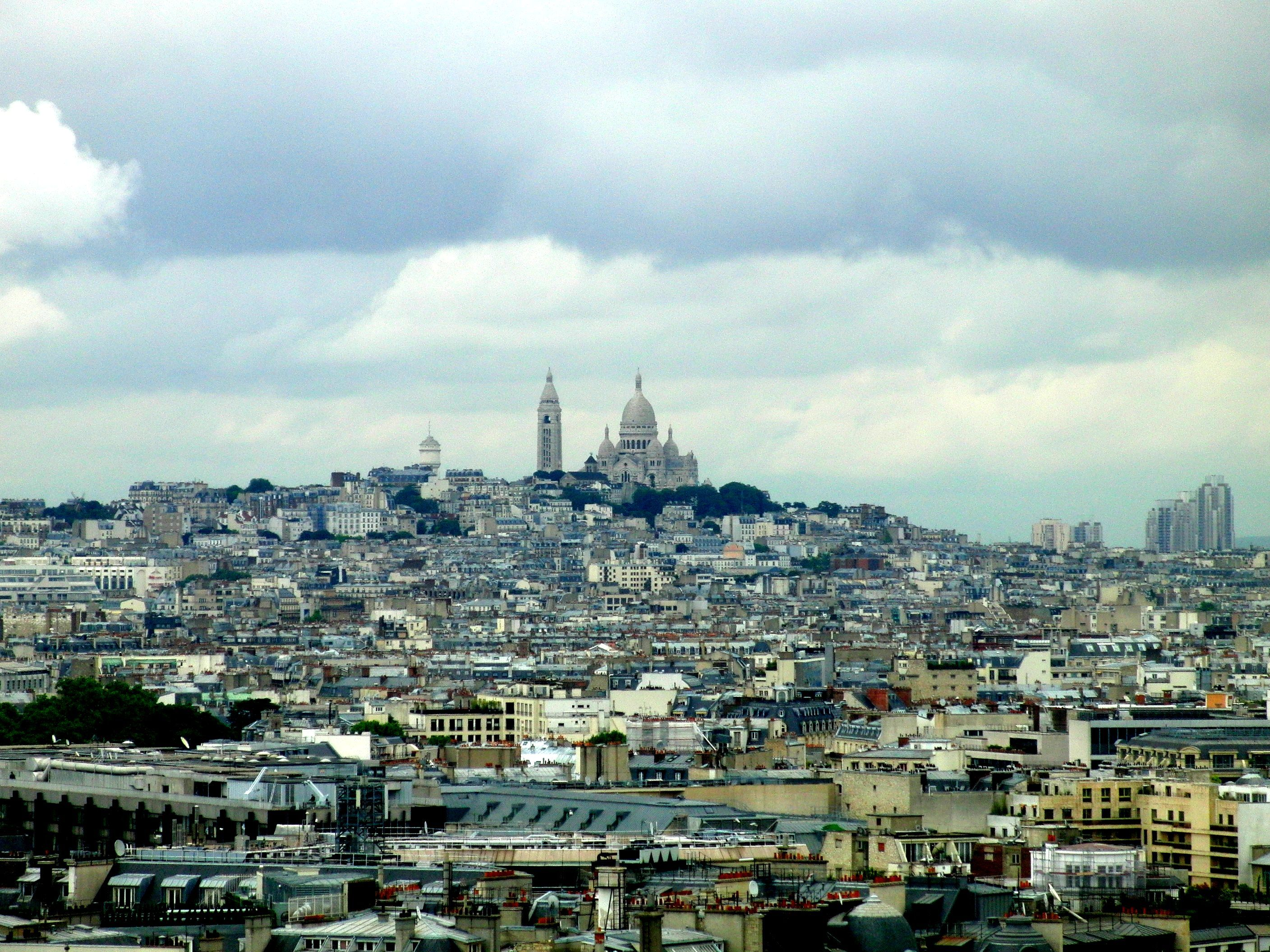
Butte Montmartre mit Basilika Sacré Coeur
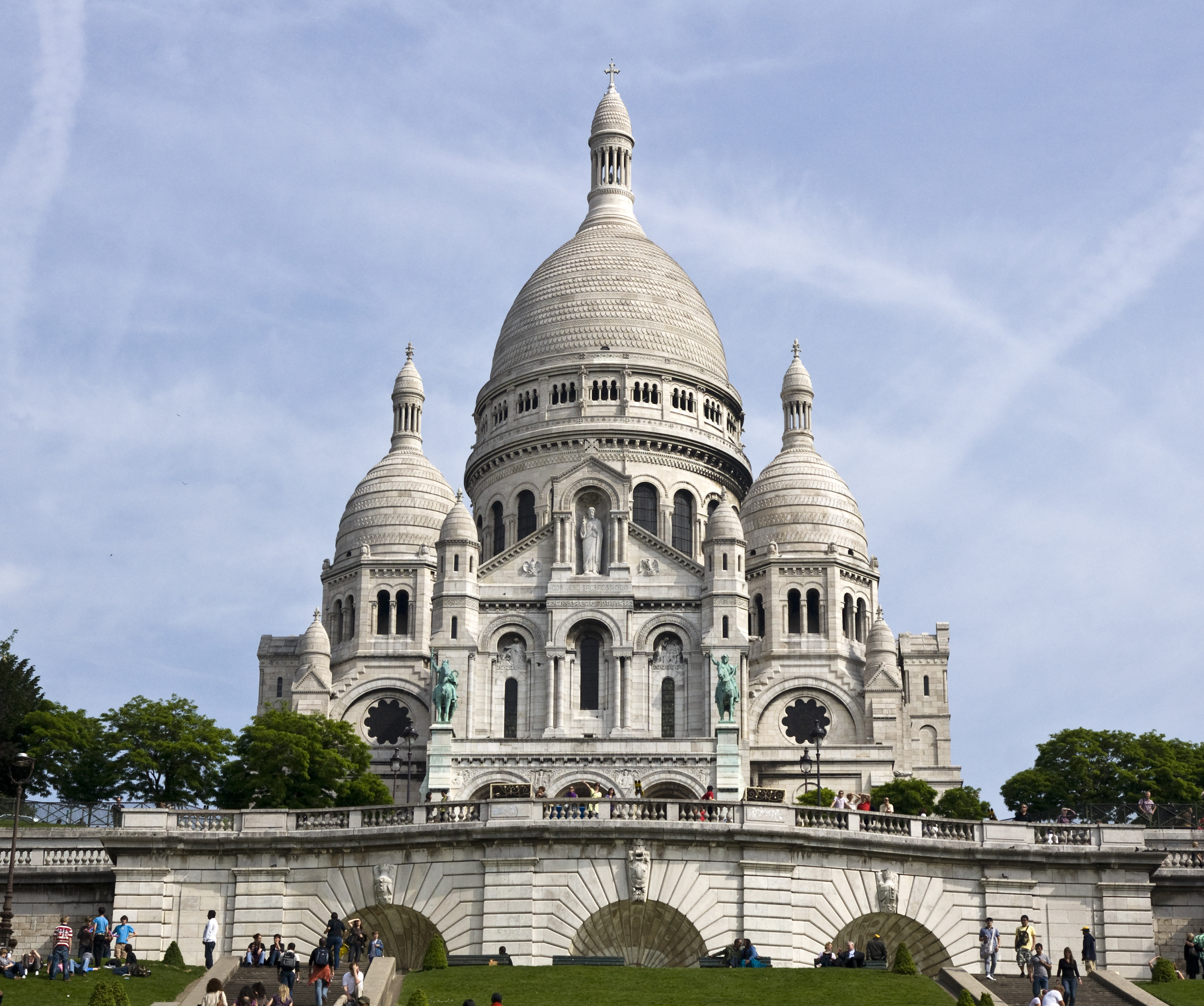
Basilika Sacré Coeur
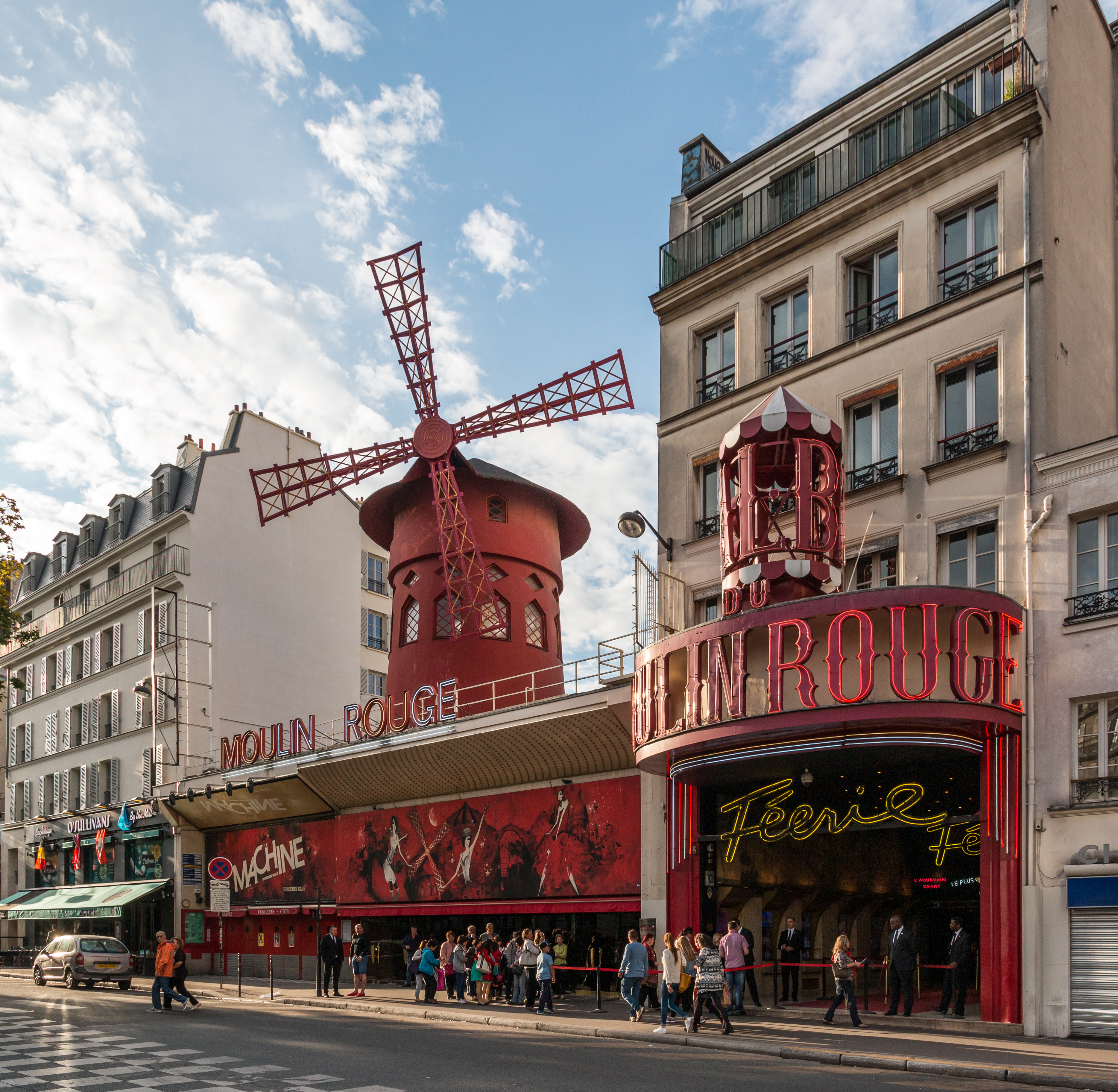
Moulin Rouge
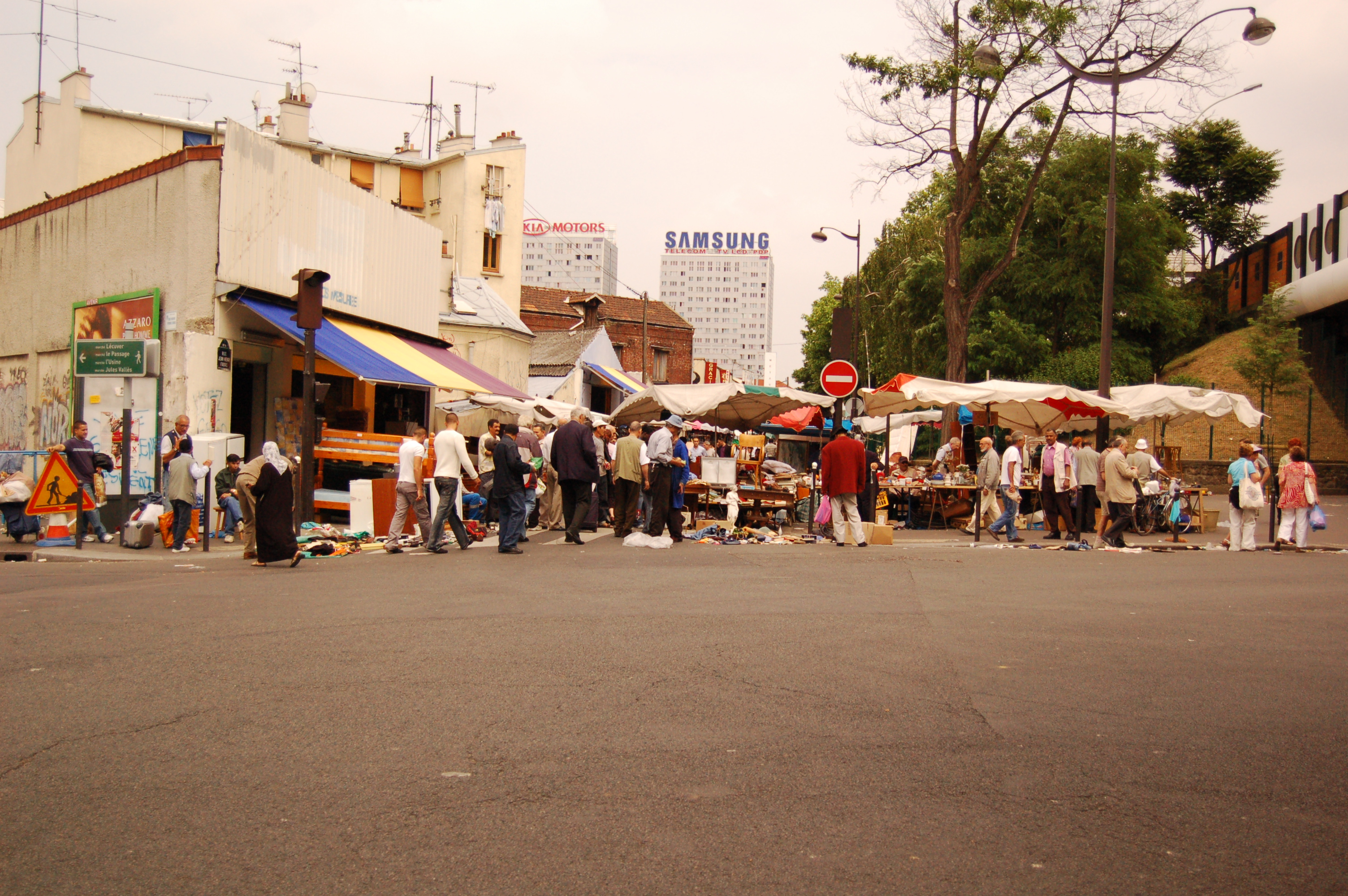
Flohmarkt von Saint-Ouen
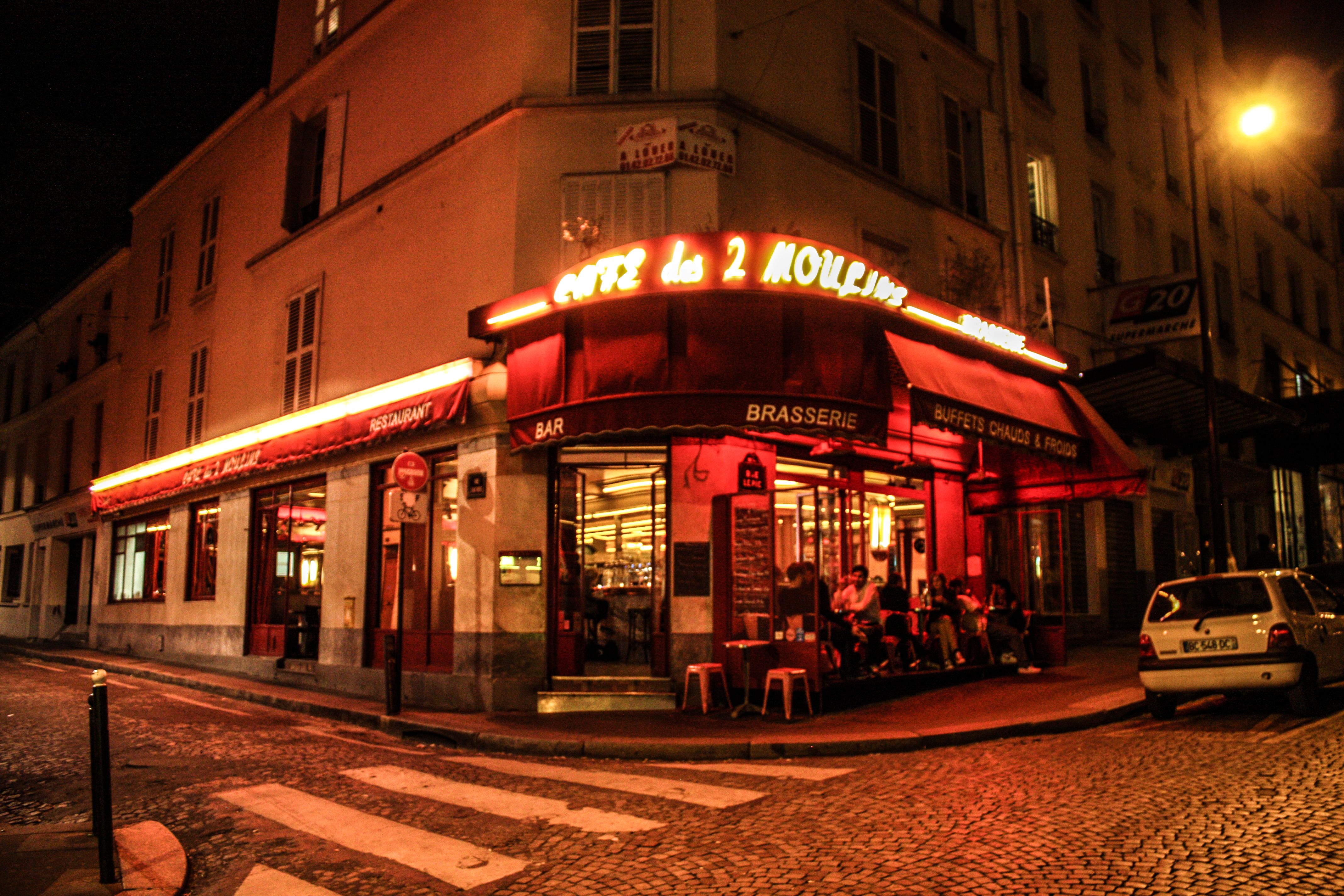
Café des 2 Moulins in der Rue Lepic
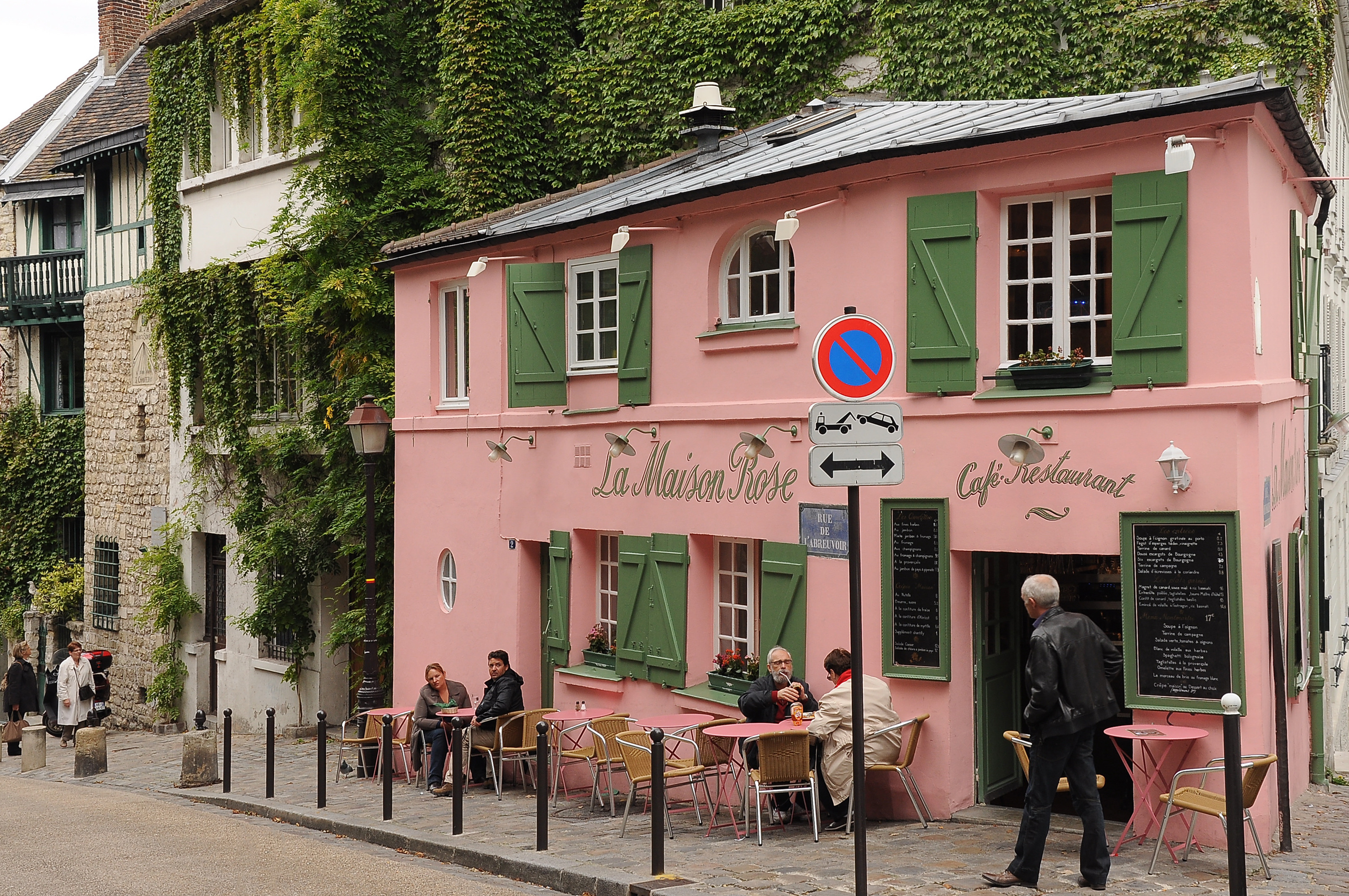
Maison Rose
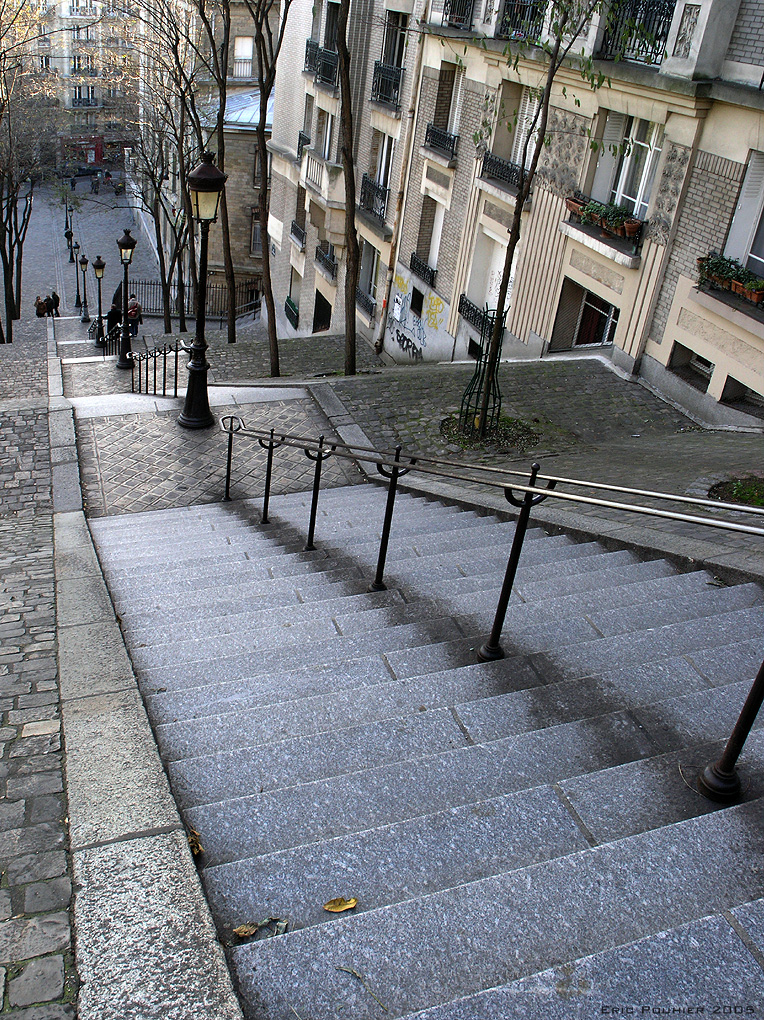
Treppen von Montmartre
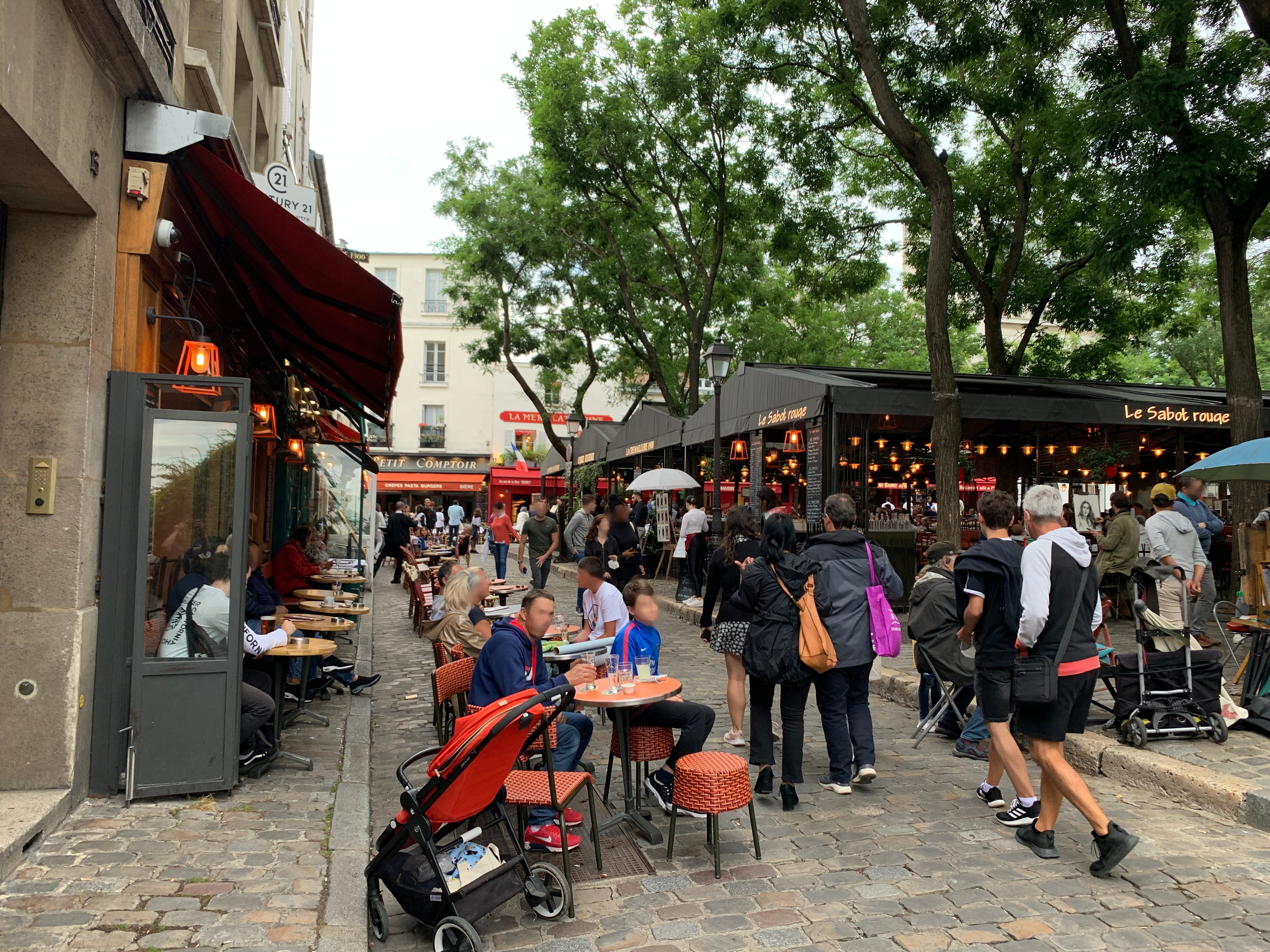
Place du Tertre
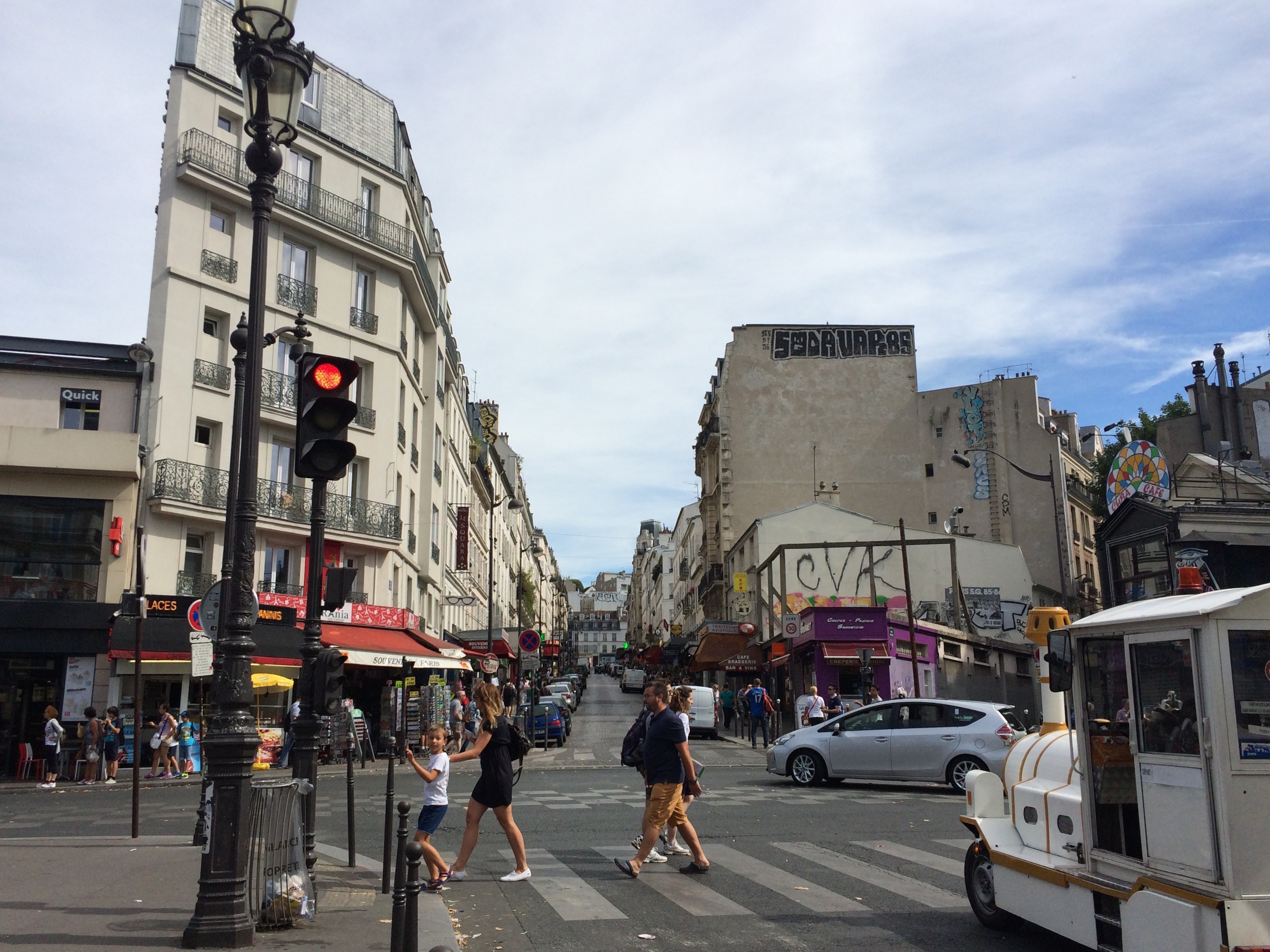
Place Blanche mit Rue Lepic
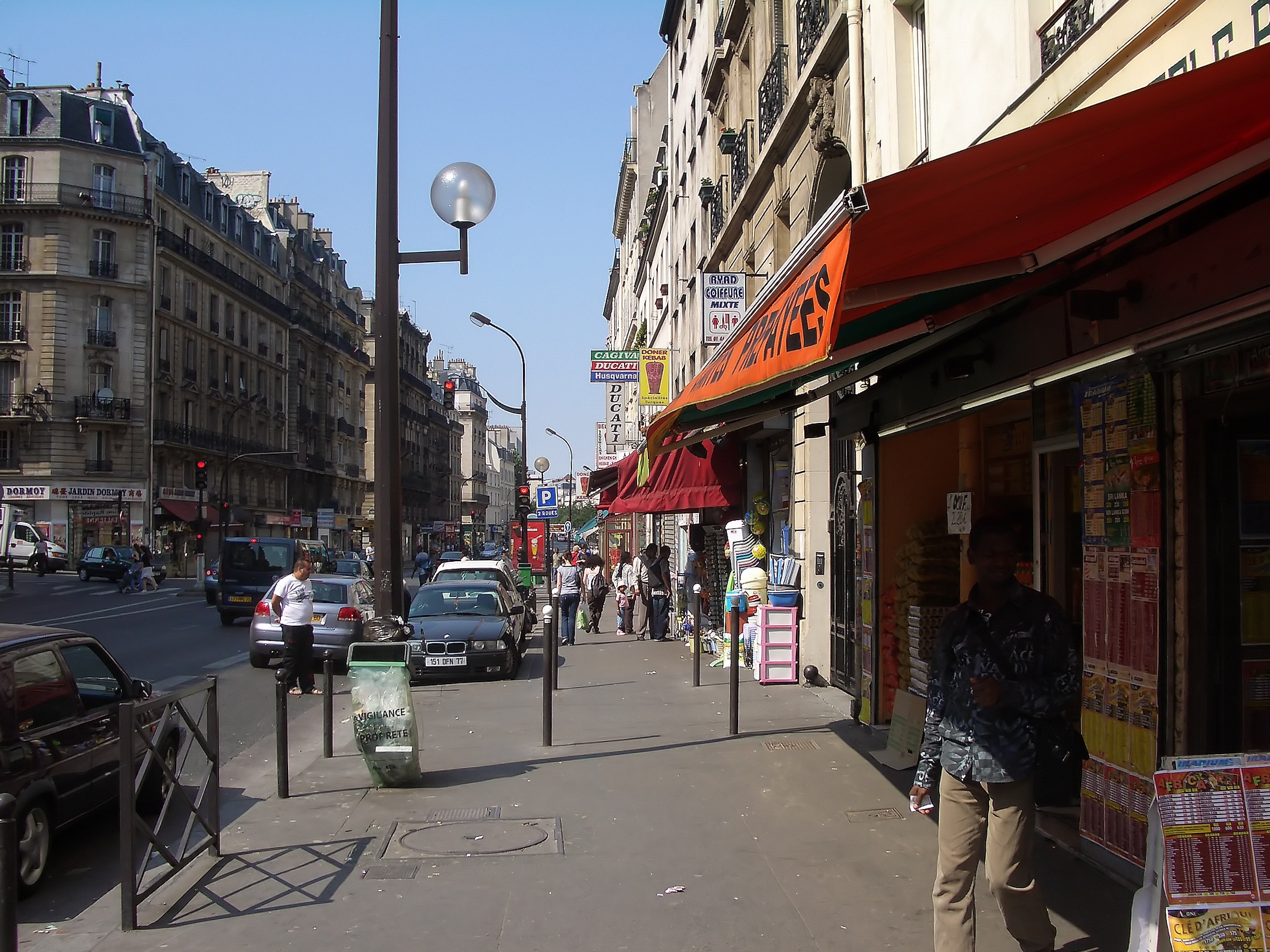
Rue Marx Dormoy im Quartier La Chapelle

- Place du Tertre
- Moulin Rouge
- Die Markthalle in La Chapelle
- Le Lapin Agile, ein Kabarett- und Chansonkeller
- Clos-Montmartre (der Weinberg von Montmartre)
- Cimetière de Montmartre
- Le mur des je t’aime
- Villa des Arts
- Denkmal der Sängerin Dalida am Place Dalida

### Religiöse Gebäude
- Notre-Dame de Clignancourt
- Notre-Dame-du-Bon-Conseil
- Sacré-Cœur, Basilika
- St-Bernard de La Chapelle
- St-Denys de La Chapelle
- St-Jean de Montmartre
- St-Pierre de Montmartre
- Ste-Geneviève-des-Grandes-Carrières
- Ste-Hélène de Paris
- Ste-Jeanne-d’Arc

Außerdem befinden sich im Arrondissement drei protestantische und eine serbisch-orthodoxe Kirche, 3 Synagogen und 2 Moscheen.

## Verkehr

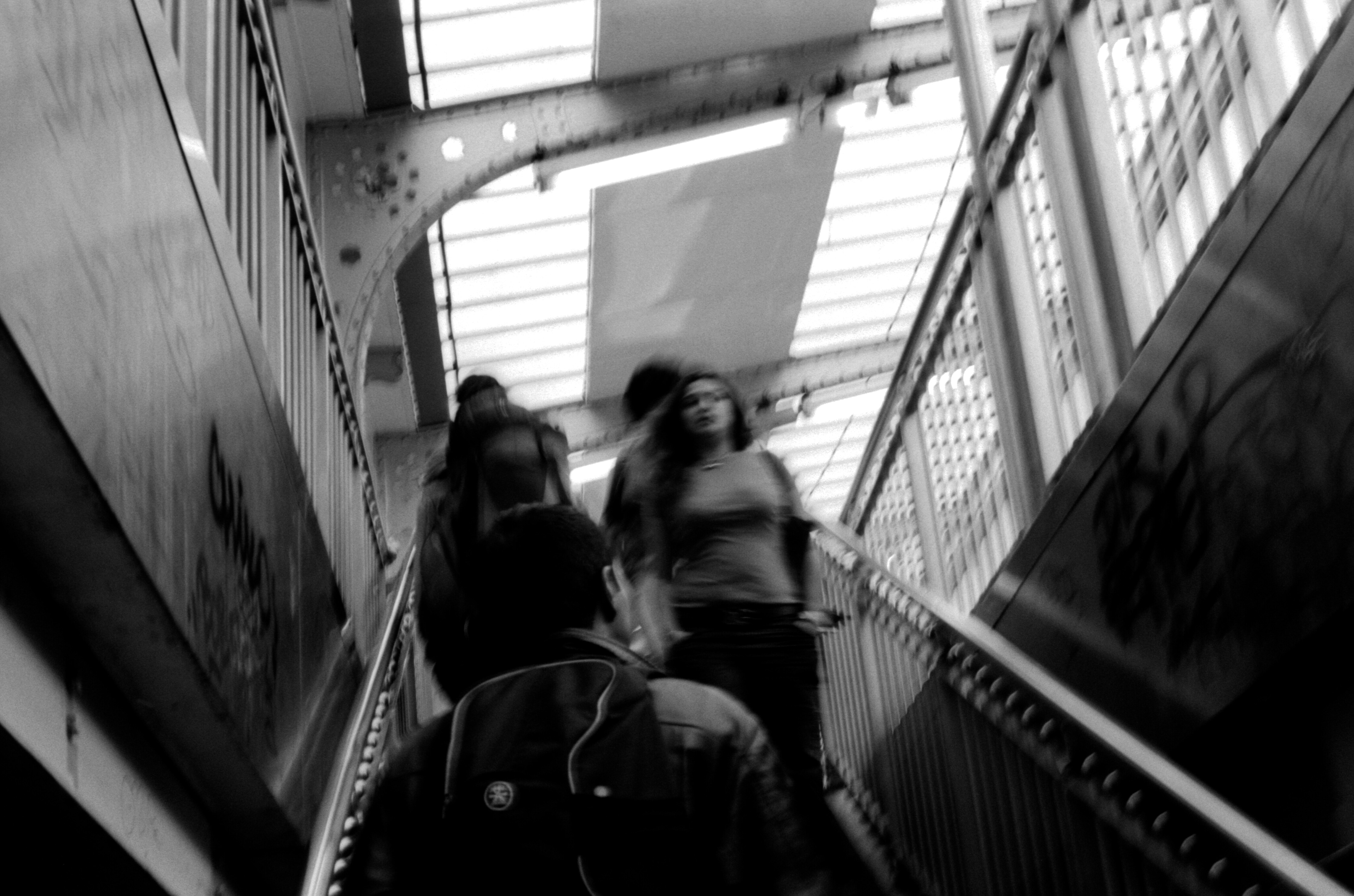
Métro-Station Barbès–Rochechouart

Der Süden des Arrondissements ist abgedeckt durch die Linie 2 der Pariser Metro. Drei weitere Linien durchqueren oder grenzen an das Arrondissement in nord-südliche Richtung: Die Linie 13 an der Grenze zum 17. Arrondissement, die Linie 12, die sich von Pigalle bis zur Porte de la Chapelle schlängelt und die Linie 4 zwischen Montmartre und Barbès.